# Apragmatisme
L'apragmatisme (du grec constitué du a- privatif et pragma -atos, action d'entreprendre) est un signe clinique psychiatrique qui se traduit par une incapacité à entreprendre des actions nécessitant une certaine coordination d'où il résulte chez le patient ou la patiente, un désintérêt parfois très prononcé pour les activités de la vie quotidienne telles que les tâches ménagères et l'hygiène du corps.
Ce signe clinique est à distinguer de l'aboulie. En cas d'aboulie, il y a intention d'agir et planification des tâches, mais leur exécution est rendue impossible, tandis que dans l'apragmatisme, la capacité même de « vouloir faire » est atteinte.
L'apragmatisme s'observe au cours de psychoses comme la schizophrénie et les troubles proches comme le trouble schizo-affectif, ou lors de troubles de l'humeur comme les dépressions sévères, et également lors de certains troubles névrotiques, mais il est aussi observé dans l'autisme (ou “troubles du spectre autistique”) contrairement à la croyance très populaire répandue par les séries télévisées et les films grand public et qui est encouragée par la lente diffusion des connaissances à propos de l'autisme, y compris en secteur psychiatrique,,. Sa forme extrême réalise la catatonie telle qu'on peut l'observer au cours de la schizophrénie et qui consiste en une suspension totale de l'activité motrice.
On pourrait également observer un phénomène similaire chez des consommateurs réguliers de certaines drogues, notamment le cannabis, dans des cas d'abus de consommation ; mais les effets à court ou moyen terme seraient transitoires chez les consommateurs adultes. Médicalement parlant, il ne s'agit pas pas spécifiquement d'apragmatisme. Si le trouble perdure après le sevrage, il se peut que la consommation de cannabis ait agi comme “détonateur” ou révélateur d'une psychose ou d'un trouble de l'humeur,.